# Chuchelná
Chuchelná (německy Kuchelna (dříve Kuchelna über Ratibor), polsky Chuchelna, Kuchelna) je obec v okrese Opava. Leží v těsné blízkosti polských hranic tři kilometry od polského města Krzanowice. Žije v ní přibližně 1 300 obyvatel.
Ve vzdálenosti 10 km jihozápadně leží město Kravaře, 12 km jižně město Hlučín, 16 km jihozápadně statutární město Opava a 19 km jihovýchodně město Bohumín.

## Název
Jméno vesnice je původem přívlastek od obecného chuchel – chumáč, chundel. Vesnice tedy byla pojmenována podle toho, že něčím připomínala chuchel. Ve 14. a 15. století se přívlastkem Velká odlišovala od (zaniklé) Malé Chuchelné ležící severněji.

## Historie
První písemná zmínka o obci pochází z roku 1349. Je zmíněna Velká (Magna Chucheln) a Malá Chuchelná (Parva Chucheln). Malá Chuchelná se nacházela severně od dnešní obce v katastru obce Křenovice (dnes Polsko). Rozlišení velký a malý mělo dříve stejný význam jako starý a nový, i když ze zprávy z roku 1349 je zřejmé, že v tomto případě byl rozdíl i v počtech osídlenců..  V roce 1377 při dělení Opavska připadla Chuchelna jako součást  majetku Paška z Bořutína krnovskému knížeti Janu II. Opavskému zvanému Hanuš Došlo k odloučení Velké Chuchelné od Bořutína. V 15. století se majiteli Velké Chuchelné stali Břízkové a to Petr Břízek z Chuchelné, který byl zemským hejtmanem Krnovského knížectví a jeho mladší bratr Jan Vlašek z Chuchelné. V období konce husitských válek se opětovně stala Chuchelná součásti panství Křenovice a majiteli se stala olešnická knížata Konrád VII. Bilý a Konrád VIII. Černý. Celé panství v roce 1473 bylo prodáno knížeti Hynkovi staršímu Žembickému, který jej vzápětí prodal Bočkovi z Poděbrad. V roce 1475 byla Chuchelna vypleněna vojsky Matyáše Korvína, následkem války obec Malá Chuchelná zpustla. Uherský král přenechal křenovické panství hejtmanovi Horního Slezska a správci Kozelského knížectví Janu Bělíkovi z Kornic. Během konce 15. století a počátku 16. století změnila Chuchelná několikrát vlastníka, až přešla do majetku pánů z Ronova. V roce 1608 koupil panství Chuchelná Bernard Lichnovský od Václava Šamarovského z Ronova za 14.500 zlatých vč. vsi Strahovice.. Ten se byl nucen po bitvě na Bíle hoře vykoupit od úplné konfiskace majetku. V roce 1637 ji zpětně od své sestry vykoupil syn Bernarda Jiří Lichnovský Chuchelnou za 7000 tolarů. Od roku 1742 se stala Chuchelná součásti Pruského království v důsledku válek o rakouské dědictví, kterým přišla Marie Terezie o většinu Slezska. V roce 1895 se stala Chuchelná součástí nové železniční tratě Opava - Ratiboř. V roce 1920 se stala Chuchelná s celým Hlučínskem součásti Československa. Lichnovští vlastnili majetky v obci až do roku 1945, kdy jim byly zkonfiskovány na základě Benešových dekretů.

## Obecní správa
Od 1. ledna 1979 do 30. června 1990 k obci patřily Bělá a Strahovice.

## Doprava
V Chuchelné je koncová zastávka železniční trati Kravaře ve Slezsku – Chuchelná, která do konce druhé světové války pokračovala do Ratiboře.
Silniční napojení zajišťuje silnice II/466 a dvě silnice III. třídy. Autobusy i vlaky jsou integrovány v ODIS. Jezdí zde čtyři autobusové linky.

## Pamětihodnosti
- Zámek Chuchelná ze 17. století
- Římskokatolický kostel Povýšení svatého Kříže
- Mauzoleum knížat Lichnovských
- Pamětní kámen posledního úlovku Karla Maxe Lichnovského

## Galerie

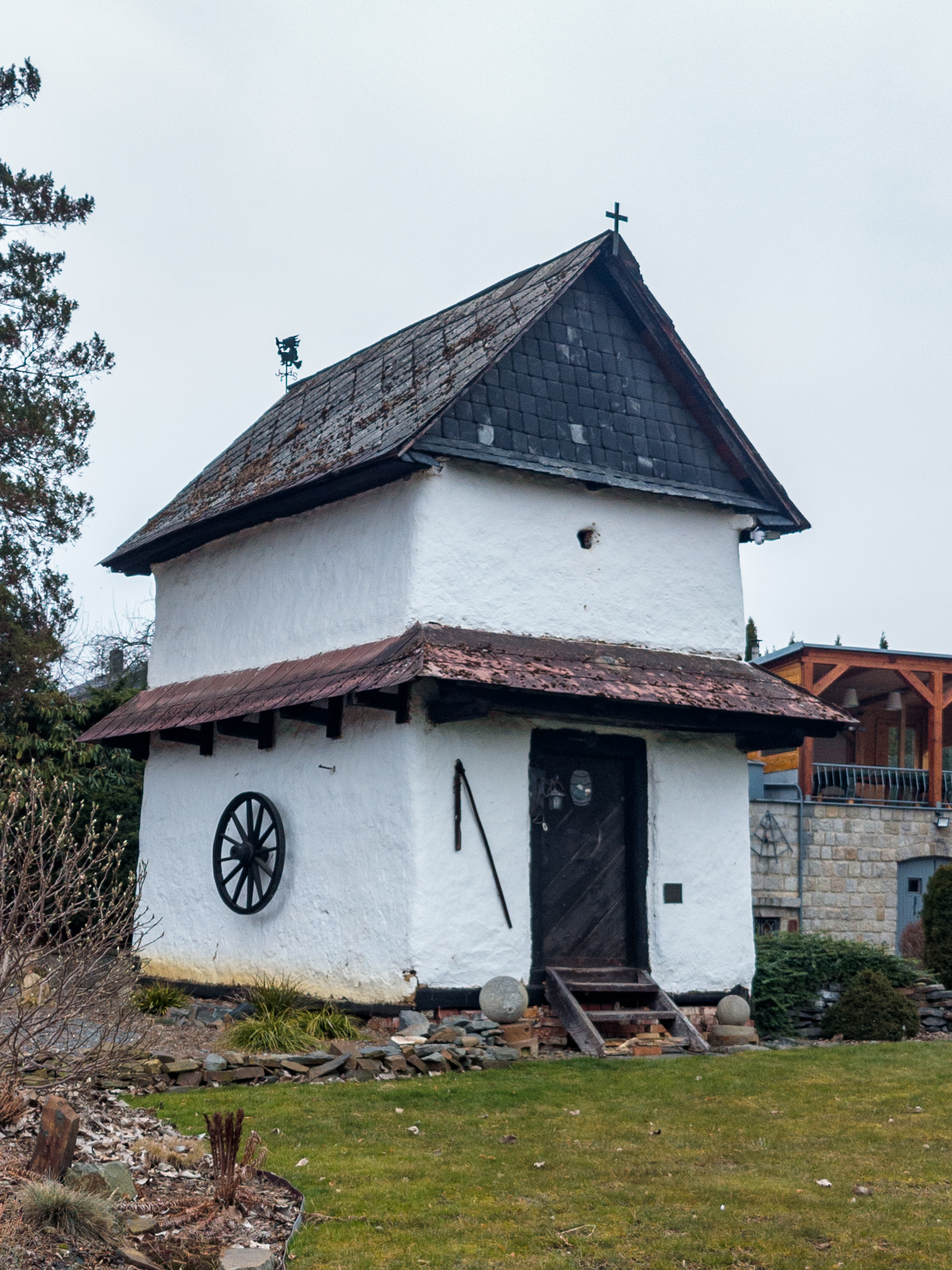
Šprýchar z roku 1806
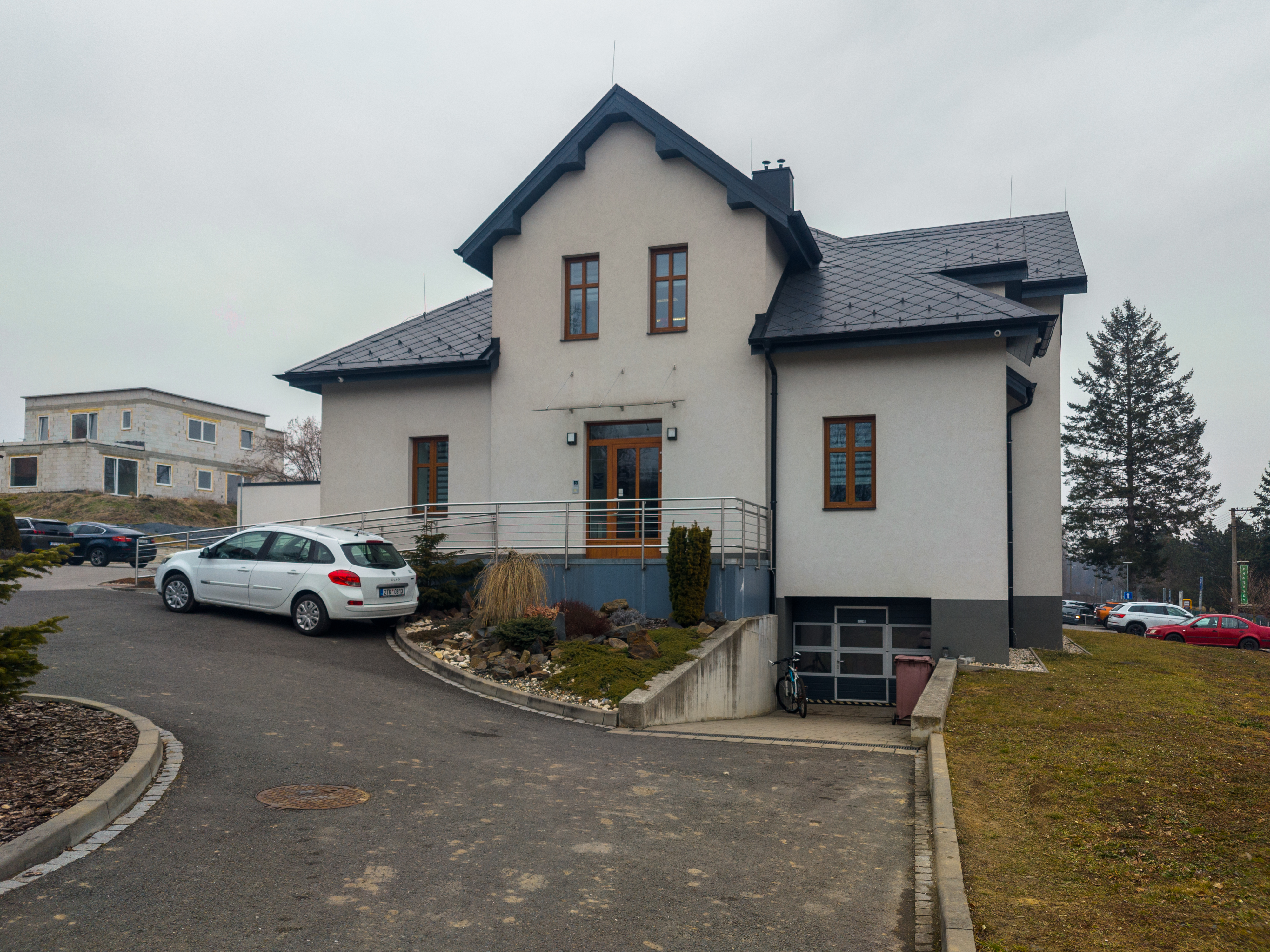
Obecní úřad
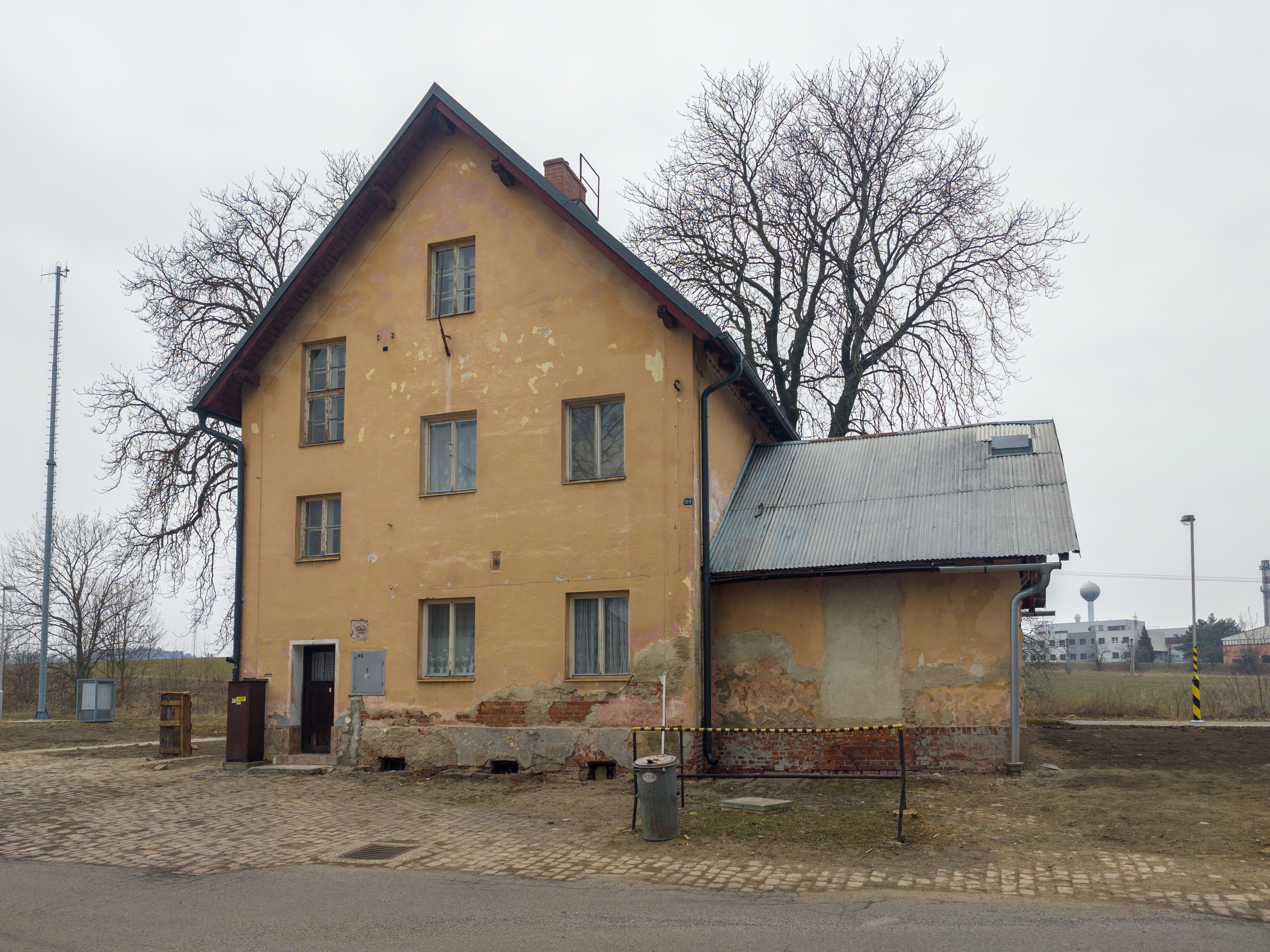
Nádražní budova
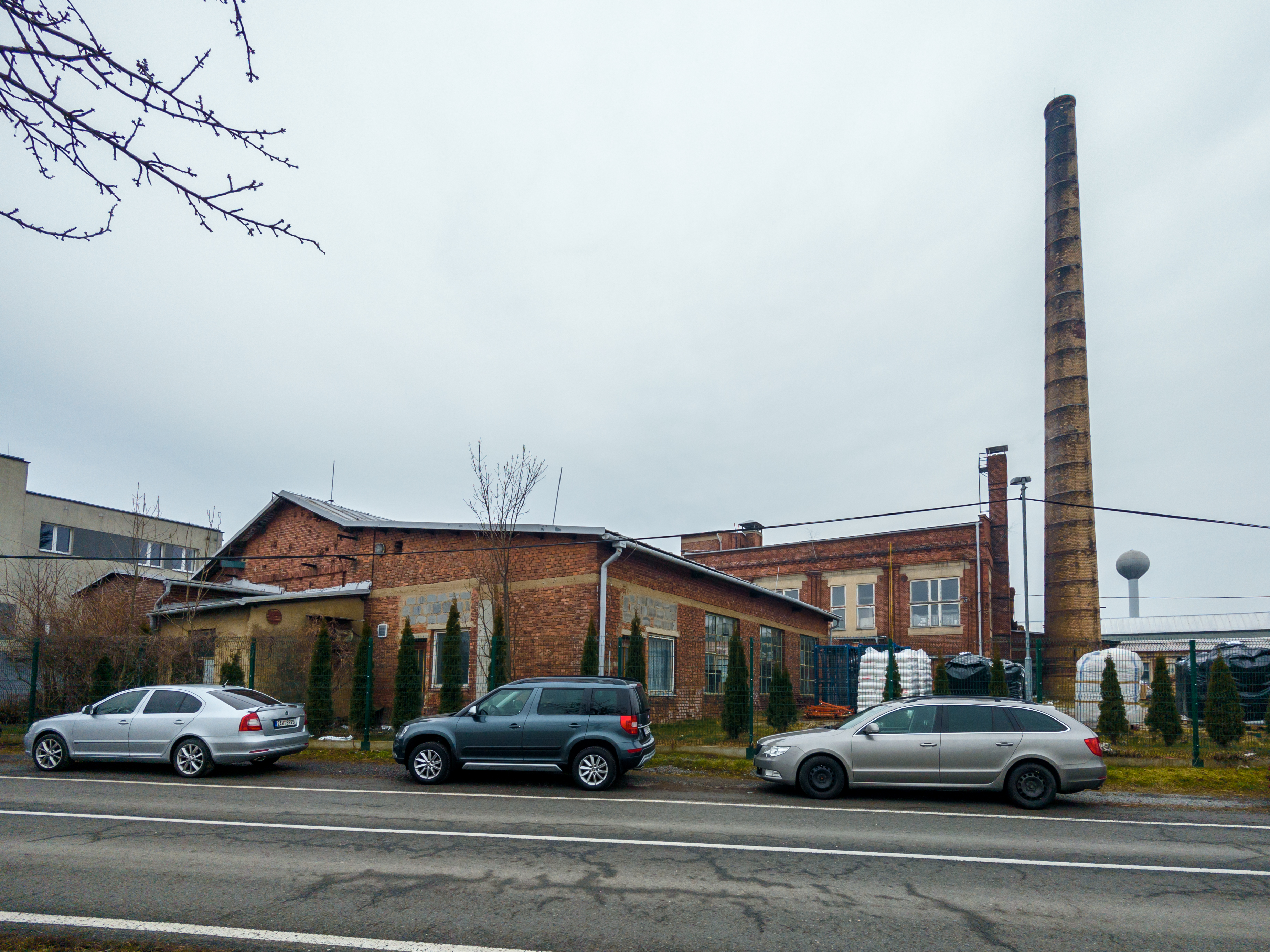
Bývalá továrna na zpracování lnu
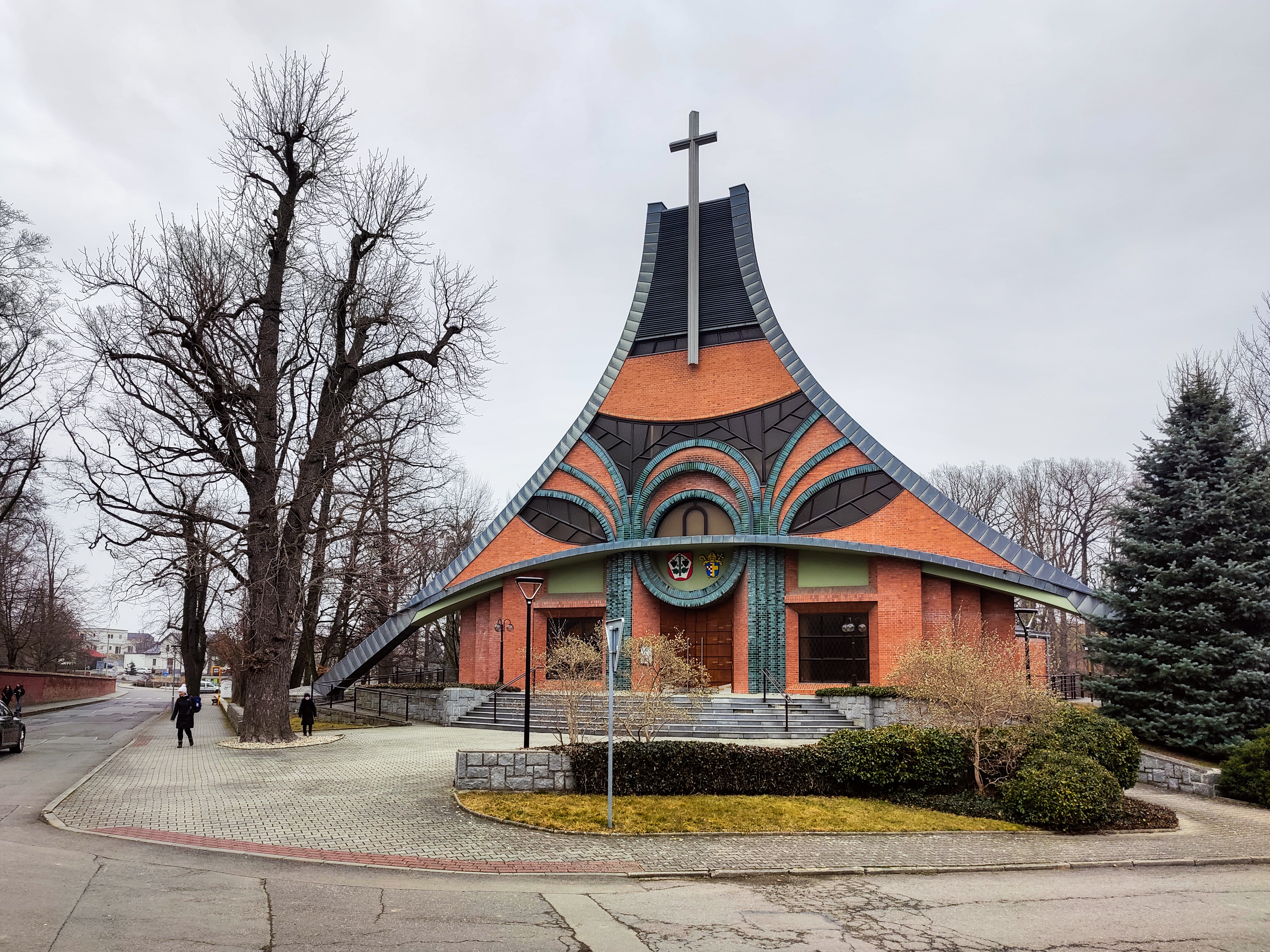
Kostel povýšení sv. kříže
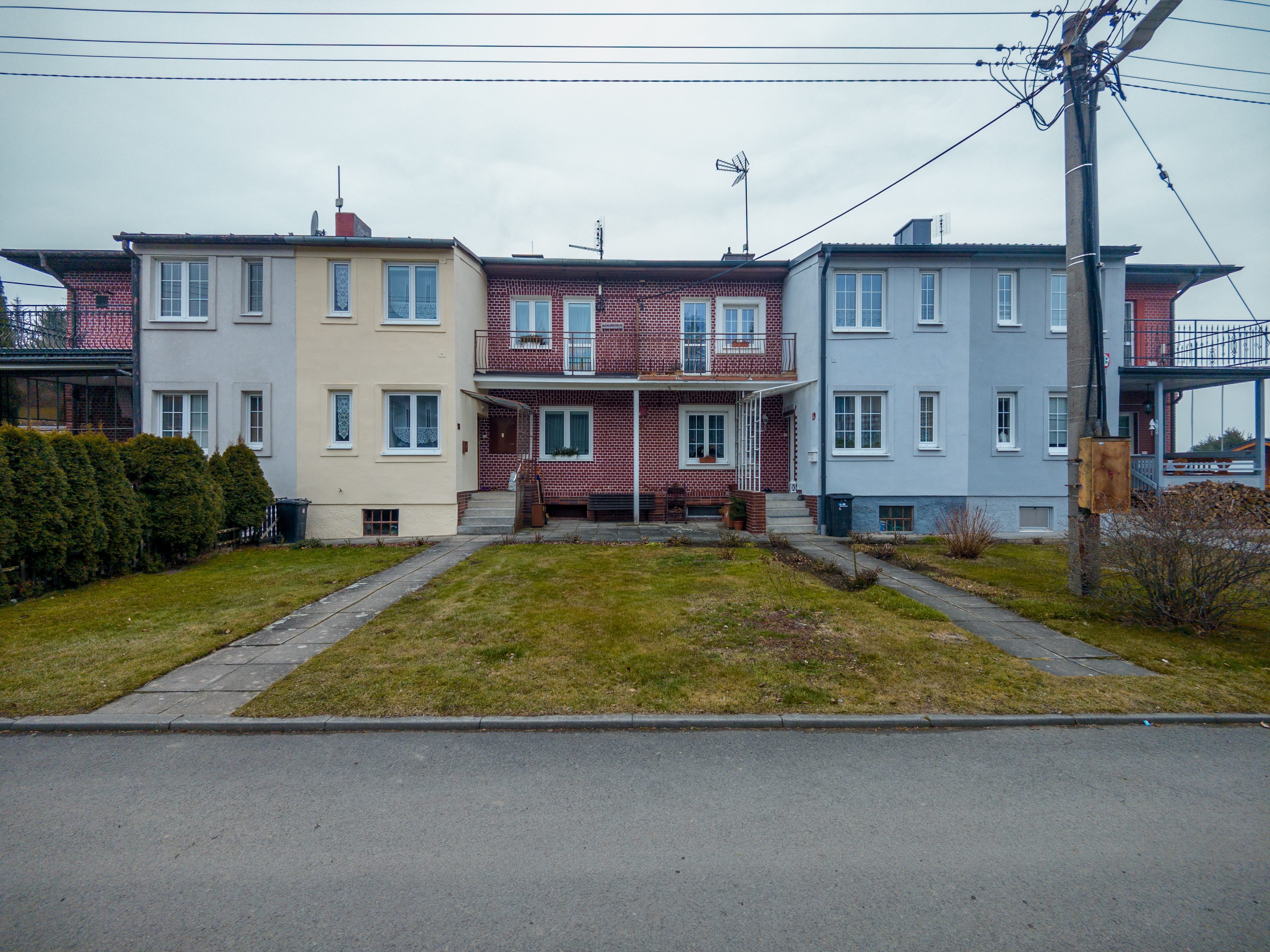
Resta
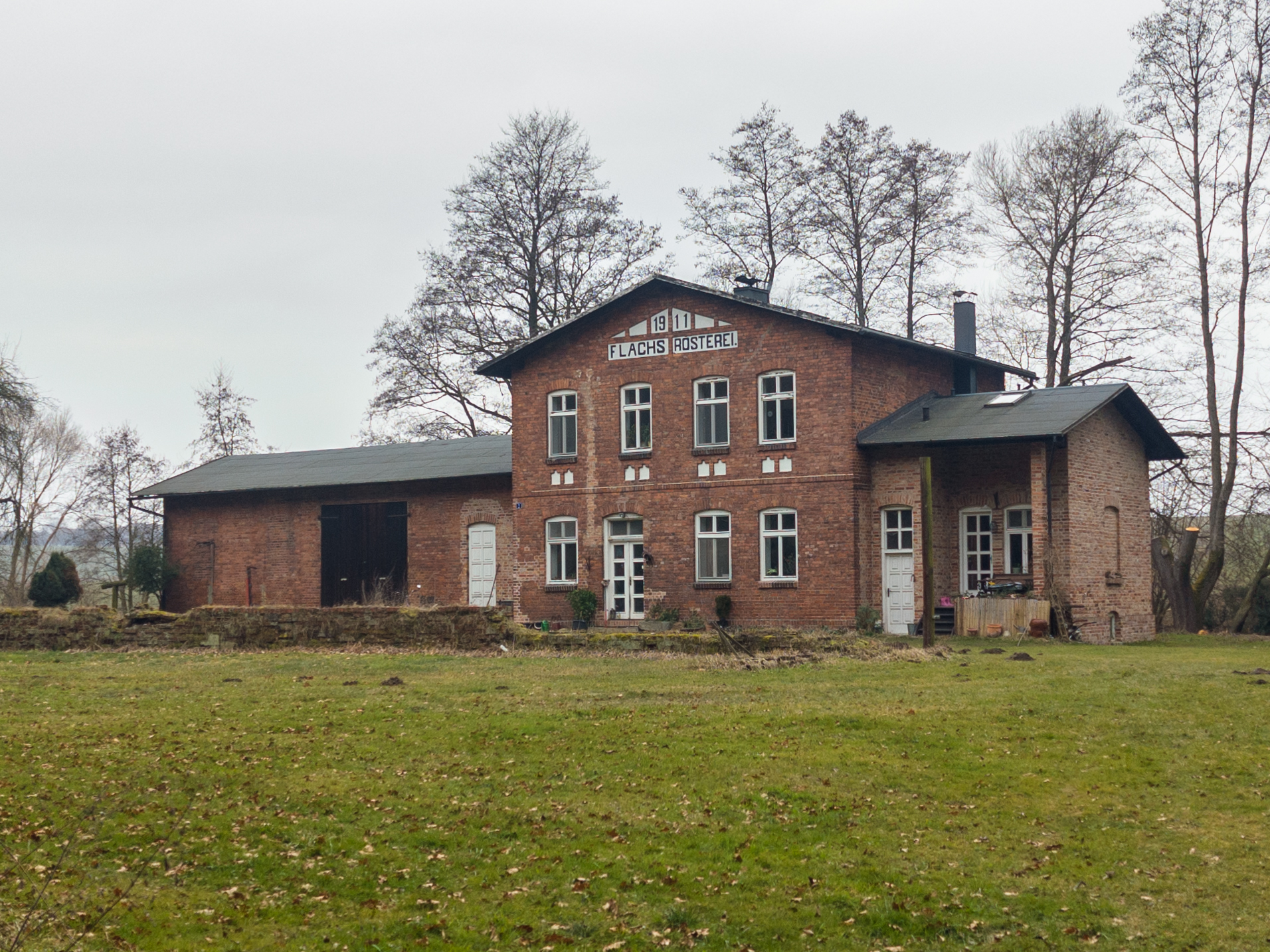
Bývalá pražírna lnu v Restě